# Кабија
Кабија (итал. Cabia) је насеље у Италији у округу Удине, региону Фурланија-Јулијска крајина.
Према процени из 2011. у насељу је живело 238 становника. Насеље се налази на надморској висини од 763 м.